# Quavo
Quavious Keyate Marshall (nascut el 2 d'abril de 1991 a Athens, Geòrgia), conegut professionalment com a Quavo (/ˈkweɪvoʊ/), és un raper, cantant, compositor i productor de discos nord-americà. És més conegut com a membre del trio de hip-hop Migos. Migos es va formar el 2009 per Quavo i altres cantants de rap, Takeoff i Offset. Tenen la seva pròpia marca de roba. Quavo ha guanyat diversos premis: al 2017 va guanyar l'"American Music Award per la millor cançó de l'any". Al mateix any va guanyar el "Teen choice award" per la millor cançó de R&B. També al 2017 "Teen choice award" a la millor cançó electrònica i per acabar al 2018 "NBA celebrity game most valuable player".